# 杭州文革历史
杭州文革历史是指文化大革命在杭州的历史。文革是中国历史上的一场政治运动，它由毛泽东领导，从1966年开始，持续至1976年。这场运动的目的是彻底改变中国社会的政治、经济和文化结构，以加强共产党的控制力。杭州像全国其他地方一样，经历了政治运动的洗礼，包括：
1. 红卫兵运动：文革初期，红卫兵活动在杭州也很活跃。学生组成的红卫兵组织涌现，他们参与了各种政治运动和斗争，对被认为是资产阶级思想的人进行批斗和斗争。
2. 大规模的批斗和清洗：在文革期间，许多知识分子、学者、艺术家、政治家和其他人都被定性为“反革命”、“资产阶级代表”或“右派”，他们遭受了极大的迫害，包括批斗、审查、监禁甚至死亡。
3. 混乱和动荡：杭州的文化和教育机构受到了严重影响。许多学校和大学关闭，教育系统遭受破坏，知识分子和教育者被迫害或被下放到农村。社会经济秩序受到了严重的破坏，生产活动减少，经济陷入混乱，许多人生活困难。

## 文革兴起

### 杭州会议
1966年3月17日至20日，中共中央政治局常委在杭州召开扩大会议。中国共产党中央委员会主席毛泽东主持这次会议，重点强调开展学术批判。参与者有毛泽东、国家主席刘少奇、国务院总理周恩来（书记处负责人邓小平因在西北三线视察而请假），以及各大区中央局第一书记和中央有关负责人。毛泽东在会上指出，学术界和教育界是资产阶级知识分子掌握实权，并对吴晗和翦伯赞等人进行批评，并要求中宣部不要扣压学生的稿件、“不要成为农村工作部”。此外他还指出文、史、哲、法、经等领域都要进行文化大革命，要坚决批判。
3月28日至30日，康生在上海向毛泽东告文化革命五人小组组长彭真的状，说彭真查问发表姚文元《评新编历史剧<海瑞罢官>》一文，为何不同中共中央宣传部打招呼，是整到主席头上了。毛泽东严厉地批评了中共中央宣传部、中共北京市委和文化革命五人小组。1966年4月16日至24日，中共中央政治局常委在杭州召开扩大会议。中国共产党中央委员会主席毛泽东主持这次会议，重点批评了中共中央宣传部、中共北京市委和文化革命五人小组。会议以批判彭真为主，同时还讨论了撤销“二月提纲”和文化革命五人小组，重新设立中央文化革命小组等问题。

### 大字报
6月2日，《浙江日报》转载《人民日报》评论《欢呼北京大学的一张大字报》及北京大学聂元梓等七人的大字报全文和新华社北京电讯《北京大学七同志一张大字报揭穿一个大阴谋》等文章，浙江大学学生和教师张贴标语和大字报声援“北京大学七位同志一张大字报”，表示要“揭露资产阶级反动学术权威，横扫一切牛鬼蛇神”。6月3日，浙江大学马列主义教研室贴出9人署名的《横扫阻碍无产阶级文化大革命的一切清规戒律》大字报，批判学校党委种种清规戒律压制革命热情的问题。
杭大学生和教师张贴标语和大字报声援“北京大学七位同志一张大字报”，表示要“揭露资产阶级反动学术权威，横扫一切牛鬼蛇神”。翌日，杭大师生到省委宣传部和省哲学社会科学研究所贴大字报，指省委一批人想把文化大革命引向“纯学术批判”。6月5日，省委工作组进驻杭大。6月6日，部分杭大学生到《浙江日报》社，贴出一张《浙江日报为何按兵不动》的大字报，随后《浙江日报》社在两三天内贴出六七百张大字报，揭发于《浙江日报》社长、总编辑冠西的“反党反社会主义反毛泽东思想的罪行”，矛头直指编委会。

### 省委工作组
6月5日，刘少奇、邓小平主持下召开中共中央政治局常委扩大会议，决定向大中院校派出工作组，旨在限制活动“内外有别”、“注意保密”、“大字报不要上街”、 “不要游行示威”、“不要搞大规模声讨会”、“不要包围黑帮住宅”。浙江省委亦向浙大派遣工作组。6月13日，中共浙江省委派驻工作组到杭大，主要批判省委宣传部副部长、省文联党组书记、前杭州大学副校长林淡秋与中文系教授夏承焘。对这两人的批斗持续一个月之久，先后召开5次全校大会。1966年6月初，浙江医科大学受文革影响停课。
6月22日，省委撤销浙大主持校务的刘丹浙江大学党委第一副书记兼副校长职务。6月24日，《浙江日报》头版刊登《揭穿资产阶级代表人物刘丹的反动面目》一文，报道了刘丹被撤职的决定，并公开点名批判刘丹。刘丹后又在《人民日报》上被批评。刘丹被指“不突出政治”，搞“修正主义教育路线”。6月，有浙大学生在大操场揪斗“反动学术权威”，被省委驻校工作组组长陈安羽制止。但不久，校内张贴出大字报，指责工作组压制浙大的“文化大革命运动”。
6月28日，浙大1861名师生联名致电毛泽东主席、党中央，要求省委撤出工作组，并将师生的要求转交给中央，但省委拒绝。
7月4日，《浙江日报》以《彻底揭露彻底批判一贯反对毛泽东思想的林淡秋》为题选登杭州大学“揭露林淡秋反对毛泽东思想的罪行”、“林淡秋原来是邓拓一类货色”等文章。7月6日，《浙江日报》以《彻底清算林淡秋反党反社会主义反毛泽东思想的罪行》为题选登选登了杭州大学政治系三年级二班战斗小组“反党反社会主义的匕首”——评林淡 秋《〈一九五六年散文小品选〉序言》，杭州大学总务处战斗小组“《说“狠”》是林淡秋资产阶级右派面目的大暴露”，杭州俄语教研组第二战斗小组“林淡秋的 黑灵魂”——驳《美好灵魂的塑造者》等文章。
8月3日，中共浙江省委工作组撤离杭大。8月5日，浙江省委撤除驻各校工作组。

## 红卫兵运动
8月红卫兵运动兴起后，全校各级组织已处于瘫痪半瘫痪状态，红卫兵以破四旧为名毁坏各类历史文物。8月24日，浙大学生为保护灵隐寺和中学生红卫兵在寺门前对峙辩论，并受到景区员工与临近村民的支援。因应群众对峙事件，时任浙江省政府副秘书长赵士同志、杭州市副市长顾春林同志赶往现场处理，因省委市委意见不被红卫兵接受，灵隐寺去留问题上报国务院解决。在守卫灵隐寺的同时，浙大学生撰写《告全市人民书》，在市内散发，驻守浙大学生因此受到市民、企事业单位以及浙江鲁迅美术学院学生支援。对峙一直持续至28日，期间一度发生纵火企图但被到场的浙大学生及时制止。27日晚，杭州市市长王子达到场宣读周恩来总理关于保护灵隐寺的电话指示；28日，中学生红卫兵全面撤离。
9月5日，中央通知各地师生“来北京参观革命运动”，杭大因此停课参与全国大串连。9月25日，校内成立了“文革”筹委会，批斗党政领导干部、教授、讲师等，并将二十四史、古典文学作品等作为“四旧”在大操场烧毁。11月1日，造反派组织“东方红兵团”成立。15日，造反派组织洗劫了校党委办公楼，抢走部分机密文件、资料和17级以上干部的保密笔记本，是为“抢档案事件”。1967年2月19日，造反派进一步夺权，建立了“新杭大2·19公社”。4月12日，6个造反派组织联合起来，建立了一个新的东方红兵团。东方红兵团一面在校内批判攻击领导干部和教师，另一面则到社会上进行打、砸、抢等活动。4月20日，新东方红兵团发表了《关于目前省市形势的声明》，指责“当前浙江省就是有人在疯狂地执行着一条带枪的刘邓路线”，并向“带枪的刘邓路线”宣战。5月，新东方红兵团一部分人参与接管《浙江日报》，江青提出“文攻武卫”的反动口号以后，一些人更是连续参加了萧山、富阳等地的武斗。
10月4日到5日，浙江大学“烈火大队”在浙大体育场召开四万人大会，批判省委书记处书记、副省长兼浙江大学校长、党委书记陈伟达。10月7日，浙江大学红旗联合战斗团成立，后发展为红联军。10月16日至25日，浙江大学“烈火大队”在省委大楼露天广场召开了长达8天的“强烈抗议省委扣压浙江大学1861名师生致党中央，毛主席的电报事件大会”，19日赴京的浙大代表获得陶铸接见，22日抗议者获得省委书记曹祥仁接见。

### 夺权运动
1966年8月31日，近万名浙医红卫兵在省委大楼前集会，要求省委第一书记江华接见，未果，遂静坐抗议。9月11日，浙医召开省市红卫兵“向省委提意见大会”，责令江华、李丰平、陈冰到场。9月3日，《浙江日报》刊登全省五十万职工收到《毛主席语录》的消息，首批《毛泽东选集》由浙江省委赠送给浙江大学红卫兵和革命学生。浙江大学、浙江美术学院、浙江化工学院、海宁一中、杭州交通学校等学校学生聚集在省委大楼，提出要“炮轰省委、火烧江华”。9月4日，杭州市大专学校红卫兵司令部成立。9月15日，浙江省炮打资产阶级司令部联络站，并于17日在杭大召开万人参与的炮打司令部誓师大会。10月22日，《人民日报》刊登《红卫兵不怕远征难》的社论，浙大组建长征队，到北京、韶山、井冈山等地步行串连。
11月17日，杭州大学、浙江大学、浙江医科大学、浙江美术学院等大专院校红卫兵冲入省委书记处办公室，抢夺机密文件。11月下旬，北京大学、清华大学学生林岗、李洪顺、韩向东、蒋为民、戈更新等来浙江串连，提出要打倒中共浙江省委的江华、李丰平、陈伟达、陈冰四人，并于12月23日，伙同浙江省红色造反联络站等一千多人，闯入省军区司令部大院，以追查省委黑材料以及抓捕省委书记陈伟达。翌日，浙江大学造反派赴京报告省军区窝藏黑材料，窝藏当权派，林彪指示省军区不与学生对抗而应借机团结。12月30日，张永生带头组织的浙江省革命造反联合总指挥部成立，简称“省联总”，并查封《浙江日报》，在翌年元旦发行组织刊物《红色风暴》。1月7日，省联总在体育场召开万人大会，揭发、批判斗争陈伟达。
1967年2月13日，杭州市工人红卫兵委员会、浙大红联军、医大白总部等组织组建浙江省无产阶级革命派联合总指挥部，简称无联总，批判省联总，并在2月20日组织上万人重新夺取《浙江日报》，被省联总组织人员反击而夺权失败。1967年6月10日，省联总到拱宸桥等地主动挑衅“医大兵团”、“杭丝联红色兵团”、市郊“农暴”，造成大规模武斗。
1月19日，为解决省联总占据省军区大院的问题，应周恩来要求，省级机关干部孙宏兴、李菊麟，杭州大学李显通等人进京汇报问题，周恩来接见时提出毛泽东要保江华。1月30日，中共中央、国务院、中央军委发出《关于浙江最近发生事件的决定》，肯定造反派追查黑材料和陈伟达的行为，但要求省联总等组织撤离省军区大院，南京军区政委杜平、中共中央办公厅干部丁钧作为中央代表于第二天来杭州，省联总在第三天撤离省军区大院，结束了40天左右的占领行为。
1967年5月23日，浙江农业大学发生属于省联总派系的革命造反总部与属于红暴派的红色造反委员会发生大规模武斗，红暴派一派在处理武斗的军代表吉普车上抢走了南萍的皮包，并将收集的材料专人递送给省军区。省联总派系到军管会找龙潜被拒绝接见，引发29天的静坐抗议，最终张春桥致电慰问，称“希望你们先返回各自的岗位，等待中央讨论浙江问题的结果”；龙潜后成为省联总的批斗对象。

### 学习蔡永祥

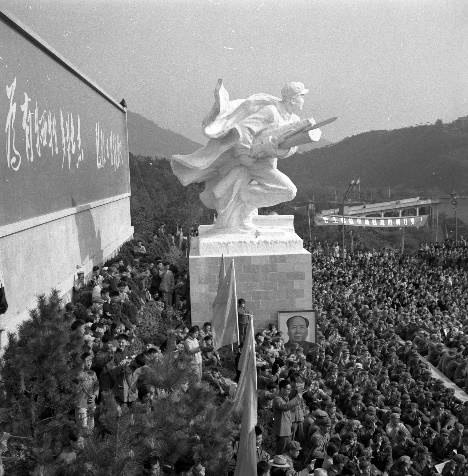
1968年蔡永祥烈士事迹陈列馆在钱塘江大桥旁落成

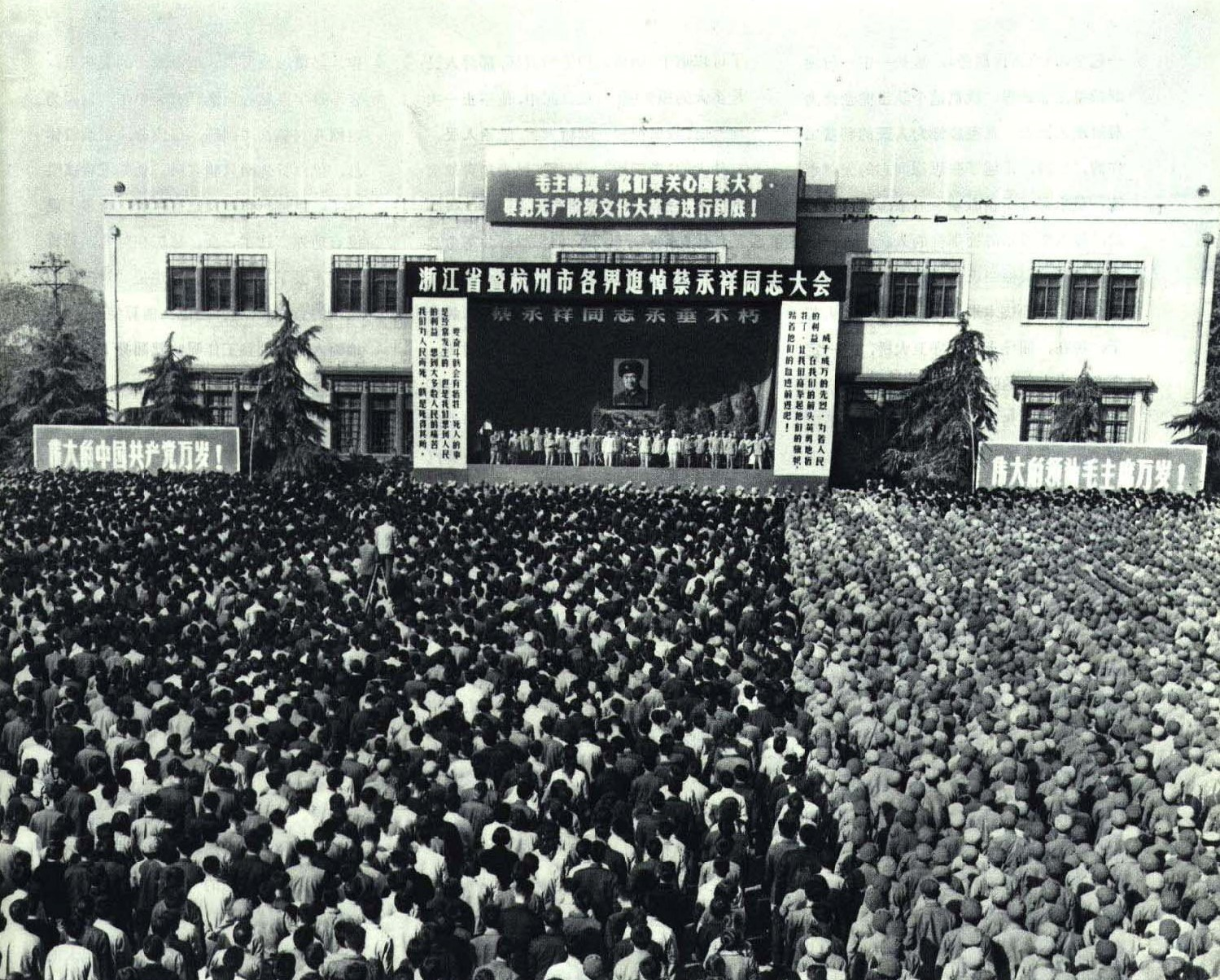
1967年浙江省暨杭州市各界追悼蔡永祥同志大会

1966年10月10日凌晨，蔡永祥冒雨守卫在联庄村域钱塘江大桥南头的哨位上。2时34分，由南昌开往北京的红卫兵专列第764次列车驶向大桥。在哨位上发现距离他40米的轨道上有一根大木头，他不顾个人安危，冲向列车前将大木头移开，确保了乘客、列车和钱塘江大桥的安全，但自己不幸牺牲。
1966年10月31日，《解放军报》从一版到二版发表了一篇重大报道，讲述了杭州钱塘江大桥守桥连队的卫士蔡永祥的英勇行为。报道称，1966年10月10日凌晨，蔡永祥在桥头警卫时，发现桥南铁路上有一根大木头，意识到可能是敌对势力的破坏行为。在一列载有红卫兵的列车临近时，他奋力移除了木头，确保列车安全通过，但自己不幸牺牲。报纸随后发表了题为《一心为公的共产主义战士》的社论，赞扬蔡永祥的行为，并在接下来的两个月中持续报道他的事迹。蔡永祥舍身取義的英雄事迹很快传遍大江南北。一个学习英雄蔡永祥的活动迅速在全军、全国广泛展开。同年11月18日，《人民日報》發表社論，號召全國人民向蔡永祥學習。《解放軍報》從11月17日起到該年底止，先後發表了3篇向英雄蔡永祥學習的評論員文章。 报纸还刊登了蔡永祥的日记和手迹。1968年10月28日，蔡永祥烈士事迹陈列馆在杭州落成，位于钱塘江大桥西北侧的月轮山上，并塑像纪念。后改建为杭州市革命烈士纪念馆。

### 组织分裂

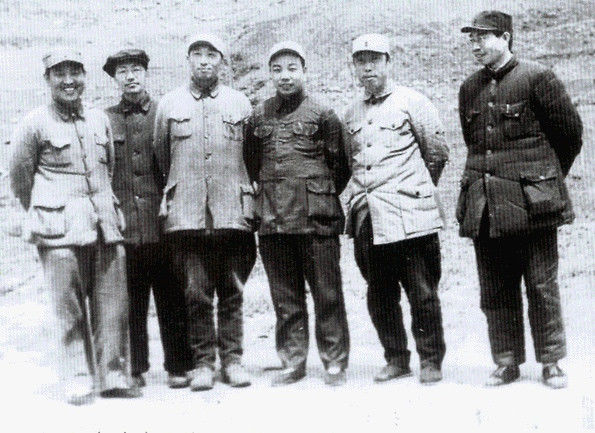
1946年中共西北局领导人，江华位于最右侧

1967年2月中旬，在上海华东医院住院的江华被浙江造反派带走，原本打算开十万人大会批斗，但被周恩来派人带走。1967年2月上旬浙大学生到北京时，接见的谭震林表示毛主席对江华“一批二保”；此前，周恩来接见浙江代表时，也表示毛泽东要保江华。因此，围绕是否保江华的问题，造反派分化为以红暴会为首的一派，要求保江华、李丰平、陈伟达、陈冰，打倒曹祥仁、赖可可、沈策，以及以省联总为首的打倒江华的一派，要求保曹祥仁、赖可可、沈策，并打倒江华、李丰平、陈伟达、陈冰。
围绕着江华问题，校内的造反派也产生了分裂。1967年1月19日，红色造反联络站所属的五十多个组织在浙大讨论“大联合”的问题，遭到红旗军、炮打司令部突击队等组织反对。2月5日以浙大“烈火大队”为核心组建浙江大学革命造反总指挥部；2月6日以浙大的暴动总部为主成立红色暴动委员会，简称红暴会，后者于2月9日在少年宫广场举办大会，要求打倒“烈火大队”。2月12日，省联总在体育场举办十万人大会期间，浙大红暴会冲击大会主席台，并散发《总理谈江华》的传单，高喊“提着脑袋保江华”的口号。
2月13日，杭州市工人红卫兵委员会、浙大红联军、医大白总部等组织组建浙江省无产阶级革命派联合总指挥部，简称无联总，批判省联总，并在2月20日组织上万人重新夺取《浙江日报》，被省联总组织人员反击而夺权失败。2月25日，省联总召开千人大会，会上省军区白宗善、董明儒表示无条件支持省联总，但2月下旬省军区2号办公室又表示支持无联总，不支持省联总。4月2日，红暴会组建的“彻底砸烂曹、赖、沈反党集团誓师大会筹备处”在少年宫广场召开“彻底揭开曹、赖、沈反党集团反革命夺权阴谋大会”。
5月23日，浙江农业大学发生省联总与红暴派团体之间大规模武斗，红暴派一派在处理武斗的军代表吉普车上抢走了南萍的皮包，并将收集的材料专人递送给省军区。省联总派系到军管会找龙潜被拒绝接见，引发29天的静坐抗议，最终张春桥致电慰问，称“希望你们先返回各自的岗位，等待中央讨论浙江问题的结果”；龙潜后成为省联总的批斗对象。6月6日，杭州丝绸印染联合厂又发生二派武斗，省联总砸机器、毁厂房、抓人；6月10日，省联总又到拱宸桥等地主动挑衅“医大兵团”、“杭丝联红色兵团”、市郊“农暴”，造成大规模武斗。6月11日，周恩来要求两派以及军代表来北京会谈，并于7月1日在人民大会堂安徽厅接见代表团，要求红暴会学习省联总自我批评。

### 革命委员会
6月24日，中共中央发布通知，要求“中央要求各地代表团有争议的双方，能够达成协议，保证以下六条能在各地实现：一、不上街游行；二、互不打架，互不冲击；三、不抓人，不扣人；四、不阻碍铁路、公路、轮船运 输；五、不动员农民进城，拦路、拦车；六、不夺枪、不开枪。达成协议后，双方应立即用电话通知回去，保证切实执行。”7月13日，两派达成《关于坚决执行“六·二四”通知的协议》，协议于7月19日被中共中央下发，并批示双方认真贯彻落实，要求浙江省军管会对协议执行加以保障。7月23日，两派在北京达成解决浙江问题的八条协议，协议认定龙潜为首的省军区党委犯路线错误，并要求以省联总为核心实现大联合，逐步组建杭州市革命委员会。
8月4日，浙大造反总指挥部和杭州钢铁厂造反总指挥部接管了浙大人武部；8月5日、9日，张永生则派人包围省军区军械二库和军械一库，骗开大门并夺取库存武器。10月31日，省联总下属组织打砸红暴临时指挥部的办公室。12月2日，中共中央、国务院、中央军委、中央文革下达了《关于正确对待犯过错误的老造反派的通知》，通知中毛泽东指出“浙江的红暴，与湖北的百万雄师不同，是个犯过错误的老造反派，有许多群众似宜以帮助、批评、联合为原则”，省联总遂于12月9日在少年宫广场举行“关于要正确对待犯过错误的老造反派的指示”的二十万人大会，同日“浙大总指”和“浙大红暴会”实行大联合，成立“浙江大学革命造反联合总指挥部”。
1968年2月15日，周恩来在人民大会堂福建厅会见浙江省赴京汇报团时，重申毛泽东1967年2月12日的指示，指出“江华从历史上看是好的，是上井冈山跟主席的，中央考虑不属于打倒”。2月16日，两派代表在北京达成《浙江“省联总”和“红暴派”革命大联合的协议》，确保两派共同组建的省市革委会中红暴会席位数量，并将浙江省红暴派临时指挥部活动限定在杭州。红暴派转达周恩来保江华意见后，江青、康生、陈伯达反对解放江华，解放江华的问题因而被搁置。
6月下旬，方剑文和浙江大学红暴会勤务组召开联席会议，要求在杭州大学、浙江医科大学召开红暴会会议。7月3日，在浙大组建“抗大战校”组织，准备把浙大红暴杀向社会，随后发公开信批评省革委会。1969年1月，中共中央召开关于解决浙江问题的会议。5月24日，杭州市革委会作出关于“红暴派”代表充实市革委会向省革委会的报告。8月4日，中共中央同意公开批评方剑文以及南京军区插手浙江文化大革命之事，决议压制红暴会。8月14日和9月3日，省联总和红暴派先后宣布完成历史使命，
1968年11月，浙江医科大学成立革命委员会。学校自1966年到1969年期间没有招生，1966年到1977年间未招收本科学生，但附属医院曾组织过卫生工作队在农村进行巡回医疗，并培训当地赤脚医生3千余名，卫生员5千余名。

## 阶级斗争

### 清理阶级队伍
1968年3月29日，杭大成立包含军、工宣队代表和革命干部代表的革命委员会作为学校的领导机构。1968年元旦，“两报一刊”提出要清查革命队伍内部的叛徒、特务、党内走资派以及没有改造好的“五类分子”。5月25日，中共中央转发北京新华印刷厂的斗争经验，推广“清理阶级队伍”的经验，制造“红色恐怖”。8月27日，省工人毛泽东思想宣传队进驻杭大，在全校范围内展开了“清理阶级队伍”的运动。9月28日上午，全校召开“忆苦思甜”大会期间，300多名干部、教师、工人和学生被押送到大操场，遭到示众和批斗。10月25日，全校召开“清理阶级队伍”动员大会，校工宣队教导员作了题为《刮起十二级革命风暴，向阶级敌人展开大决战》的报告。报告认为杭大前身是“帝国主义和国民党反动派长期苦心经营的巢穴”，必定有“国民党残渣余孽”遗留，决定要调动群众，揪出一切反革命分子。同日，杭州大学群众专政指挥部成立。各系、各部门设立“牛棚”，在兵管小组看管下，严刑逼供，折磨关押人员，制造冤假错案。1968年11月18日至20日，校“清阶”领导小组举办“清理阶级队伍学习班”，介绍“清阶”经验。12月5日至7日，又提出“清阶”任务，“做到揪一个，斗一个，批一个，定一个”。在“清阶”中，全校293名教职工被揪斗，其中正副教授44人，讲师149人，处级以上干部46人；被迫害致死的有10人。
1968年5月，浙江大学各院系成立清理阶级队伍小组，全校共揪斗430多名师生员工，运动中被关入牛棚，被拷打与侮辱。1969年7月，学校组织师生下乡劳动，接受贫下中农再教育。1970年，为落实毛泽东在1968年7月21日的指示，大学开始从工农兵中招收学生。1972年夏，刘丹被解放并参加了浙江大学革命委员会担任核心小组成员，但因8月8日核心小组会议上批评文革的发言，被王洪文专门批示注意否定文革的右倾思潮，因而学校再度召开批斗会批判刘丹，刘丹也因此搁置。

### 教育革命
1969年11月，浙江医科大学在新昌试点招收一年制赤脚医生培训。1970年7月，浙江中医学院重新并入浙江医科大学，但从1973年起重新独立出去。1971年起，在余姚、慈溪、东阳、义乌、诸暨、新昌、海宁、海盐等县人民医院投资设立教学基地。1973年秋到1976年期间，以通过考试和推荐相结合录取招收三年制学生。1976年后，设立口腔系，并开始招收三年制工农兵新生。浙江农业大学文革期间，学校党政组织瘫痪，教师队伍受到冲击。10年中只招收三年制“社来社去”和工农兵学员1028人。
1969年，中共九大前，杭州大学部分院系开展整党，并“及时解放犯错误的好人”。4月7日至10日，学校为“走上海机床厂从工人中培养技术人员的道路”举办了教育革命学习班。4月16日和21日，杭大开展下乡再教育活动，驻校工宣队和校革委会召开了首批下乡革命师生动员大会和全校教育革命誓师大会。化学、生物、地理、政治4个系的师生在4月下旬到吴兴县妙西公社宣传毛泽东思想，听老贫农忆苦思甜，参加田间劳动，接受贫下中农再教育。尚未下乡的中文、历史、数学、物理、外语、体育等系开办学习班，组织教改小分队进行教育改革尝试：中文系的教改小分队到嘉兴东栅开办“毛泽东思想文课大学”。数学系教育革命小分队到宁波农村探索数学教育革命，历史系教育革命小分队到安吉西圩公社，帮助修编地方史。物理系筹办无线电厂，并在余杭县石蛤公社筹备农村广播短训班。体育系到衢县花园公社探索体育教育如何为工农兵服务。外语系则筹办第一个外语“红（色）师（资）班”，改编中小学外语教材。5月中旬，开展整党建党运动，由造反派组织来整建中国共产党的基层组织。1969年10月18日，林彪发布紧急指示，调动全军进入紧急战备状态，杭大战备疏散至浙西莫干山，次年1月下旬返回杭州。1970年7月，体育系划归省体委管辖。8月，杭州外国语专科学校被并入杭大。1970年9月起，派出教育革命小分队到11个山区海岛和教育事业比较落后的地、县培训2000多名中学老师。1970年11月，在浙西安吉县东南的一个山坳里创办“五七”干校，下放全校教职工劳动锻炼，直至1974年取消。1970年12月和1971年2月，分别举行师生前往农村进行长途野营训练，行程四百余公里。

## 五七一工程

### 杭州地下行宫
为策划军事政变，推翻毛泽东，林彪集团策划五七一工程。为此，在杭州新建军事基地，称为“704”工程。施工过程中，动用了工程兵和7000多名民工，历时14个月，耗资约3000万元。地下室通讯发报中心是整个工程的通讯枢纽，连接地上和地下各个通讯系统，并能与外界保持联系。原有的四栋别墅分别为林彪一家居住的1号楼，豪华室内游泳馆的2号楼，称为将军楼的3号楼，以及供林彪在浙江的代理人居住的4号楼。目前，1号楼和3号楼基本保持原样，游泳池改建成商业经营场所，而4号楼所在位置则建成了浙江宾馆的主楼。除了地面建筑，为了策划篡党夺权，林彪集团还在1号楼下建造了一个大型地下军事指挥中心，总面积超过4000平方米，内设有47个大小不一的房间。这个坑道式建筑设有指挥室、通讯发报室、弹药库、食物储备库和发电供水系统等，共有4个进出口，并且配备了数层厚重的铁门，能够防火、防水、防毒、防爆，甚至能够防止原子弹的袭击。1971年9月13日，林彪计划被揭露，林彪一家急忙逃离，在蒙古温都尔汗坠机身亡。

### 九一三事件后
1970年，浙江省革命委员会政工组要求学校迁往临安，原在临安的浙江林学院并入，改为林学系。革命委员会政工组要求杭州校址不准招生、不准基建、不准维修，华家池校舍因此衰败破烂，植物园被毁殆尽。迁移中，部分教学设施、图书仪器也遭到严重的损坏。1972年与1973年，学校党组应员工要求，两度向省委提出保留华家池校址。1973年提出以华家池为总校，临安和潘板桥作为分校，经省委同意后迁回杭州，并于华家池招收工农兵学员。1978年4月，浙江林学院恢复建制。
九一三事件后，杭州大学召开了党代会与团代会。1974年1月30日，杭大召开批林批孔动员大会；2月3日，校党委召开批林批孔座谈会，省委副书记柴启琨参会并讲话。5月15日到7月23日期间，召开校党委、校革委会两全委扩大会议，揭发批判校党委常委历史旧账以及错误。1975年1月，邓小平复出主持工作。8月12日至21日，校党委召开扩大会议，不再允许造反派列席党委常委会议，取消突击提拔干部的做法。10月，师生2000多人到嘉兴县”，宣传全国农业学大寨会议的精神，并运用专业知识服务农村农业。12月初，“批邓、反击右倾翻案风”运动致使全国再度陷入混乱，师生员工开始议论文革的是非。周恩来逝世后，2000多师生员工自发戴黑纱，聚集在校大礼堂悼念，并抬着花圈列队上街游行。四五天安门事件中，部分师生员工制造铁制花圈送往少年宫广场，若干系一同举办《周总理战斗光辉的一生》报告会，事后3个多月的追查被师生员工抵制。

## 武斗再起
1974年初，批林批孔运动发生，一些与旧省联总有关的人員恢复活动，试图从地方党的精英手中夺取政权。张永生、翁森鹤与贺贤春等人是省联总方的造反领袖。這些人控制了工会委员会，工会委员会又动员工人加入城市民兵，取代军队和公安部队维持社会秩序。這些人又利用这些城市民兵对政敌进行袭击和恐吓。他们与党组织中的盟友相结合，使地方行政部门陷入瘫痪。许多工人担心工廠發生暴力，結果导致生产瘫痪。1974年底，王洪文和邓小平都到杭州试图平息派系斗争。
1975年5月23日，张永生自参观朝阳农学院后，到浙江大学作报告，被师生员工封堵大门，指责其“要把大学办成无产阶级专政的工具”论断，张永生当场求饶，事后住进浙江医院，制造被浙大学生打伤的舆论。张永生致电王洪文，王洪文随后要求浙江省委保证张永生的人身安全，并派飞机要把张永生接到北京。涉事浙大师生后遭到逮捕。
1975年7月，浙江广播电台报道，1万余名解放军士兵受命到杭州13家工厂“协助生产”。撤换了三名重要官员，以及一名省军区司令员。原先被肃清的谭启龙被平反。这是林彪得势后，中央第一次下令军队驻守工厂 。